# Элитный (Новосибирская область)
Элитный — посёлок в Новосибирском районе Новосибирской области России. Входит в состав Мичуринского сельсовета.

## География
Площадь посёлка — 208 гектаров.

## Население
| 2002 | 2007 | 2010  | 2021  |
| ---- | ---- | ----- | ----- |
| 827  | ↗986 | ↗1572 | ↗6232 |

## Инфраструктура
В посёлке по данным на 2007 год функционирует 2 учреждение здравоохранения.
В 2016 году построен и открыт детский сад "Лукоморье"  (3 этажа).
Почтовое отделение: индекс 630541, расположено по адресу ул. Казарина, 9).
На территории посёлка открыты магазины:
- 5 продуктовых магазинов разного размера
- магазин строительных материалов "Бригадир" и лесопилка.

## Промышленность
На территории посёлка ведётся производство квадроциклов "Сокол" .